# Montauro
Montauro är en ort och kommun i provinsen Catanzaro i regionen Kalabrien i Italien. Kommunen hade 1 756 invånare (2018).